# Her’s
Her’s war eine Indie-Rock-Band aus Liverpool, England, bestehend aus Stephen Fitzpatrick und Audun Laading. Das Debütalbum der Band, Invitation to Her’s, wurde im August 2018 veröffentlicht, nachdem im Mai 2017 die Kompilations-LP Songs of Her’s veröffentlicht wurde.
Das Duo kam in den frühen Morgenstunden des 27. März 2019 bei einem Verkehrsunfall in Arizona ums Leben, als sie auf Tournee in den Vereinigten Staaten waren.

## Mitglieder
Die Band bestand aus Stephen Fitzpatrick aus Barrow-in-Furness, Cumbria, England, der Leadgesang und Gitarre spielte, und Audun Laading aus Flekkerøy, Kristiansand, Norwegen, der Bassgitarre spielte und Begleitsang.

## Karriere
Fitzpatrick und Laading lernten sich am Liverpool Institute for Performing Arts kennen, an dem sie 2016 nach dreijährigem Musikstudium ihren Abschluss machten. Noch während ihres Studiums gründeten sie 2015 Her's, nachdem sie zuvor gemeinsam in einer anderen Liverpooler Band namens „The Sundogs“ gespielt hatten. Das Duo gründete Her's zunächst im Scherz, indem es durch Liverpool reiste, um komödiantische Musikvideos zu drehen und sie auf YouTube zu veröffentlichen.
Am 7. April 2016 veröffentlichten sie ihre Debütsingle „Dorothy“ und traten 2016 auf der Rising Stage des Green Man Festivals auf. Am 12. Mai 2017 wurde eine Neun-Track-Compilation mit dem Titel Songs of Her's veröffentlicht.
Am 24. August 2018 veröffentlichte die Band ihr Debütalbum Invitation to Her's.

## Tode
Am 27. März 2019, gegen 1 Uhr nachts, kamen Fitzpatrick (24 Jahre) und Laading (25 Jahre) zusammen mit ihrem Tourmanager Trevor Engelbrektson (37 Jahre) bei einem Frontalzusammenstoß und einem anschließenden Fahrzeugbrand auf der Interstate 10, westlich von Phoenix, Arizona, Vereinigten Staaten ums Leben. Sie waren auf dem Weg von Phoenix, Arizona, wo sie am 26. März in der Rebel Lounge gespielt hatten, um am nächsten Abend in Santa Ana, Kalifornien aufzutreten.
Der Fahrer eines Nissan Pick-up kam bei dem Zusammenstoß ebenfalls ums Leben. Bei einer anschließenden polizeilichen Untersuchung des Tatorts wurde eine Flasche Alkohol im Wrack gefunden. 
Zum Zeitpunkt des Unfalls reagierte das Arizona Department of Public Safety bereits auf Meldungen über einen Nissan Pick-up, der mit überhöhter Geschwindigkeit in der falschen Richtung auf der Fahrbahn in Richtung Westen unterwegs war.

## Diskografie

### Studioalben
| Jahr | Titel Musiklabel           | Höchstplatzierung, Gesamtwochen, AuszeichnungChartsChartplatzierungen (Jahr, Titel, Musiklabel, Platzierungen, Wochen, Auszeichnungen, Anmerkungen) | Anmerkungen                           |
| Jahr | Titel Musiklabel           | UK | Anmerkungen                           |
| ---- | -------------------------- | --- | ------------------------------------- |
| 2019 | Invitation to Heist or Hit | UK69 (1 Wo.)UK | Erstveröffentlichung: 24. August 2018 |

Kompilationen
- 2017: Songs of Her’s (Heist or Hit)

### Singles
| Jahr | Titel Album                                     | Höchstplatzierung, Gesamtwochen, AuszeichnungChartsChartplatzierungen (Jahr, Titel, Album, Platzierungen, Wochen, Auszeichnungen, Anmerkungen) | Anmerkungen                                          |
| Jahr | Titel Album                                     | UK | Anmerkungen                                          |
| ---- | ----------------------------------------------- | --- | ---------------------------------------------------- |
| 2016 | Dorothy / What Once Was Songs of Her’s          | UK— SilberUK | Erstveröffentlichung: 2016                           |
| 2016 | Marcel Songs of Her’s                           | — | Erstveröffentlichung: 2016                           |
| 2017 | Speed Racer Songs of Her’s                      | — | Erstveröffentlichung: 2017                           |
| 2017 | I’ll Try Songs of Her’s                         | — | Erstveröffentlichung: 2017                           |
| 2017 | Loving You –                                    | — | Erstveröffentlichung: 2017 Cover von Minnie Riperton |
| 2018 | Love on the Line (Call Now) Invitation to Her’s | — | Erstveröffentlichung: 2018                           |
| 2018 | Low Beam Invitation to Her’s                    | — | Erstveröffentlichung: 2018                           |
| 2018 | Harvey Invitation to Her’s                      | — | Erstveröffentlichung: 2018                           |
| 2018 | Under Wraps Invitation to Her’s                 | — | Erstveröffentlichung: 2018                           |